# Teletransmisja
Teletransmisja – dział telekomunikacji zajmujący się przesyłaniem sygnałów za pomocą torów telekomunikacyjnych.
Obecnie w transmisji jeszcze często używane są przewody miedziane, ale zwłaszcza przy dalszych odległościach medium transmisyjne najczęściej stanowi światłowód. W tzw. systemach dostępowych łączone są oba sposoby: od centrali do ONU (Optical Network Unit – w uproszczeniu, jest to wyniesiona część centrali) transmisja realizowana jest optycznie po światłowodzie, a dalej, do abonenta, po parach miedzianych.

## Technologie teletransmisji
W teletransmisji dalekosiężnej wykorzystywana jest obecnie technologia SDH (transmisja synchroniczna) i DWDM (transmisja z gęstym zwielokrotnieniem falowym). Transmisja odbywa się po włóknach światłowodowych. Sygnał praktycznie może być przesyłany bez wzmocnienia na odległość 60–80 km. Wstawiając po drodze regenerator sygnału można bez problemu uzyskać bezpośrednią łączność pomiędzy sąsiednimi miastami wojewódzkimi.
Systemy SDH wyparły stosowane wcześniej systemy PDH (transmisja plezjochroniczna – „prawie synchroniczna”), których górną granicą przepływności było 140 Mbit/s. Prędkości przepływu systemów transmisyjnych SDH wynoszą: STM-1 155 Mbit/s, STM-4 600 Mbit/s, STM-16 2,5 Gbit/s I STM-64 10 Gbit/s (ten ostatni system jest u nas coraz częściej stosowany). Przepływ sygnałów odbywa się po dwóch włóknach, czyli po parze światłowodów. Urządzeniem stosowanym do zwielokrotniania sygnałów jest krotnica (multiplekser).
Ze względu na szybko rosnące zapotrzebowanie na łącza, zwiększanie liczby systemów SDH zaczęło natrafiać na bariery braku wolnych włókien światłowodowych w kablach już istniejących, co wymagało by bardzo kosztownych inwestycji położenia nowych linii kablowych. Wykorzystano więc nowo powstałą technikę WDM, która polega na tym, że po jednej parze włókien światłowodowych (jednokierunkowy WDM) przesyłanych jest od kilku do nawet 240 (w technice DWDM) kanałów transmisyjnych. Każdy kanał to ściśle określona częstotliwość (długość) światła. Dla systemu WDM nie ma znaczenia jakiego rodzaju sygnały transportuje (STM-64,STM-16, Gigabit Ethernet itp.). Przenosi, tak naprawdę, światło laserowe, odpowiednio je wzmacnia (z reguły metodami optycznymi), wprowadza/wyciąga ściśle określone długości fali (kanały) za pomocą multiplekserów/demultiplekserów optycznych. WDM „styka” się z innymi systemami teletransmisyjnymi (np. SDH) za pomocą transponderów (Optical Transponder Units). Systemy 40 kanałowe DWDM OLS 400G firmy Alcatel-Lucent zainstalowane kilka lat temu w Polsce pracują w zakresie częstotliwości od 192,10 THz do 196,10 THz, co odpowiada odpowiednio długości fali światła od λ = 1560,61 do 1528,77 nm. Odstęp pomiędzy kanałami wynosi 100 GHz. Zmniejszając odstęp do 50 GHz można uzyskać dodatkowe 40 kanałów.
Zastosowanie nowej techniki dało następujące korzyści:
- wyeliminowanie konieczności kosztownych inwestycji kablowych,
- system można rozbudowywać stopniowo, w zależności od potrzeb, nie inwestując jednorazowo w zakup wszystkich modułów.

Obecnie użytkowane są zarówno systemy DWDM, które obsługują połączenia międzyregionalne (zwane warstwą tranzytową), jak i systemy SDH o znaczeniu regionalnym (warstwa regionalna). Aby uzyskać niezawodność działania w przypadku awarii drogi teletransmisyjnej (np. uszkodzenie światłowodu), stosowane są zamknięte struktury pierścieniowe (ringi). W czasie 50 ms od uszkodzenia, system bez utraty ruchu przełącza się na drogę rezerwową (protekcja). Jest to możliwe dzięki zapętleniu sygnału na węzłach, pomiędzy którymi nastąpiło uszkodzenie i skierowanie sygnału w drugą stronę pierścienia.